# Binnenerzählung
Als Binnenerzählung wird eine Erzählung bezeichnet, die von einer Rahmenerzählung eingerahmt wird, also die „Erzählung in der Erzählung“.
Die Binnenerzählung ist damit im Konzept des mehrschichtigen Erzählens, das sich in der deutschen Literatur des 19. Jahrhunderts einer großen Beliebtheit erfreute, die zweite Textebene, die von einer anderen epischen Einheit umschlossen wird. Charakteristisch dabei ist, dass der Erzähler der Binnenhandlung als Figur in der Rahmenhandlung erscheint, die meist als mündliche Erzählsituation konzipiert ist.
In der Binnenhandlung kann eine dritte Textebene konstruiert werden, deren Rahmenhandlung dann die ursprüngliche Binnenhandlung wird. Theoretisch ist der Ausbau der Mehrschichtigkeit nicht begrenzt, wodurch sehr vielschichtige Binnenerzählungen möglich werden.